# اس‌ام یوبی-۵۳
اس‌ام یوبی-۵۳ (به انگلیسی: SM UB-53) یک زیردریایی است که طول آن ۵۵٫۳ متر (۱۸۱ فوت) می‌باشد. این زیردریایی در سال ۱۹۱۷ ساخته شد.